# Ochna pretoriensis
Ochna pretoriensis är en tvåhjärtbladig växtart som beskrevs av Henry Phillips. Ochna pretoriensis ingår i släktet Ochna och familjen Ochnaceae. Inga underarter finns listade i Catalogue of Life.

## Bildgalleri

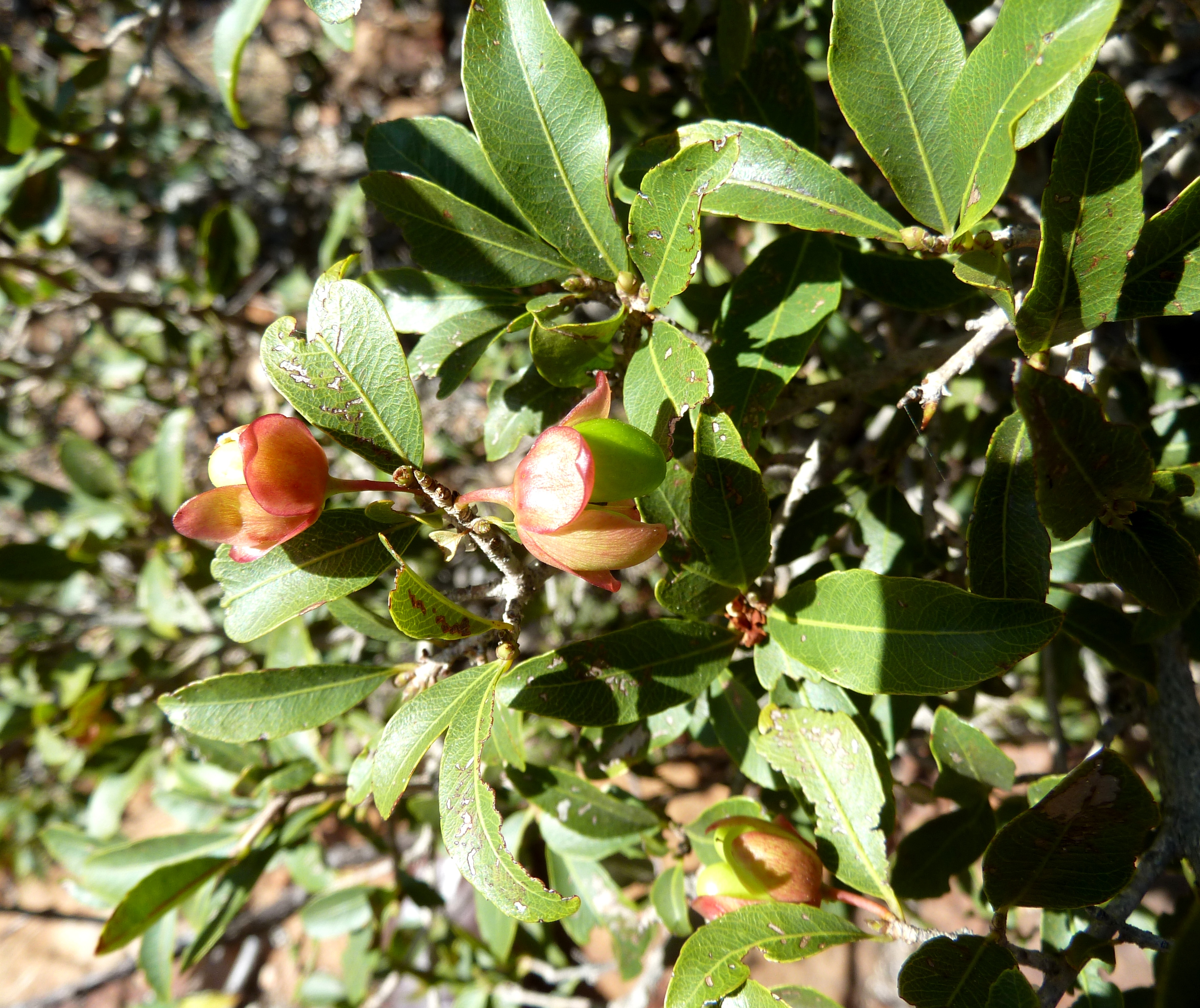
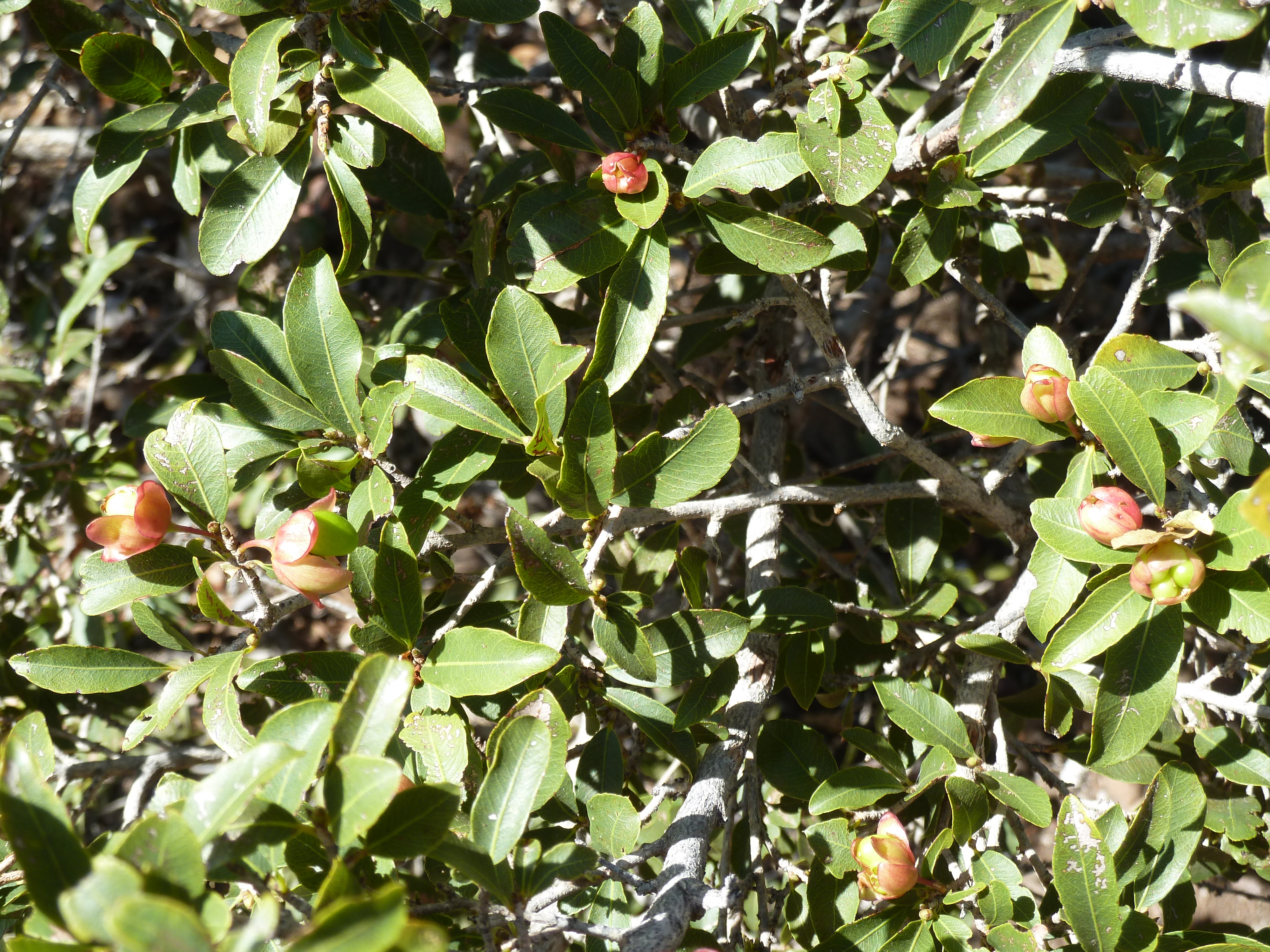